# Елистратов, Сергей Алексеевич
Сергей Алексеевич Елистратов (1923—1947) — лейтенант Советской Армии, участник Великой Отечественной войны, Герой Советского Союза (1943).

## Биография
Сергей Елистратов родился 24 декабря 1923 года в селе Большая Владимировка (ныне — Бескарагай Бескарагайского района Абайской области Казахстана). Получил среднее образование. В декабре 1942 года Елистратов был призван на службу в Рабоче-крестьянскую Красную Армию и направлен на фронт Великой Отечественной войны. К октябрю 1943 года сержант Сергей Елистратов командовал отделением разведки 20-й отдельной разведроты 69-й стрелковой дивизии 65-й армии Центрального фронта. Отличился во время битвы за Днепр.
15 октября 1943 года Елистратов с разведывательной группой переправился через Днепр в районе посёлка Радуль Репкинского района Черниговской области Украинской ССР и в боях на его западном берегу отразил 3 немецкие контратаки, уничтожил вражеский дзот, захватил важного пленного и сумел добыть важные данные о немецкой обороне.
Указом Президиума Верховного Совета СССР от 30 октября 1943 года за «образцовое выполнение боевых заданий командования на фронте борьбы с немецкими захватчиками и проявленные при этом мужество и героизм» сержант Сергей Елистратов был удостоен высокого звания Героя Советского Союза с вручением ордена Ленина и медали «Золотая Звезда» за номером 1626.
В 1945 году Елистратов окончил Ленинградское артиллерийское училище. Скоропостижно скончался 14 сентября 1947 года, похоронен в Буйнакске.
Был также награждён рядом медалей.